# Megachile albifasciata
Megachile albifasciata är en biart som beskrevs av Rebmann 1970. Megachile albifasciata ingår i släktet tapetserarbin, och familjen buksamlarbin. Inga underarter finns listade i Catalogue of Life.